# لین آوانس
لین اوانس (انگلیسی: Lyn Evans؛ زاده ۱۹۴۵) یک دانشمند اهل ولز که رئیس پروژه برخورددهنده هادرونی بزرگ در سوئیس است.